# Tükör (film)
A Tükör (oroszul: Зеркало) Andrej Tarkovszkij 1973-1974 között készült, önéletrajzi ihletettségű filmje.
A filmben egyetlen kitalált epizód sincsen.

## Forgatókönyv
A film forgatókönyvének első változata 1967-ben készült, Gyónás/Vallomás (Исповедь) munkacímmel. A rendező a forgatókönyvből sokat felhasznált a Solaris forgatásakor. 1973-ban tért vissza a témához, mely ekkor az „Egy fehér, fehér nap” munkacímet viselte, Tarkovszkij édesapja, Arszenyij Tarkovszkij verse alapján:
„Kő hever a jázminon túl,
És kincs a kő alatt,
Apám álldogál az úton
Egy fehér, fehér nap.”

## Cselekmény
A Tükör (…) az egész európai modern filmművészet történetében is különleges helyet foglal el.
A film főhőse a középkorú Alekszej (Tarkovszkij alteregója), aki halálos betegnek gondolja magát. A film képei az ő emlékeit, álmait, életének eseményeit vetítik elénk, melyeket kiegészítenek dokumentum- és híradófilmrészletek, versek. A férfi a filmben nem jelenik meg (csak a hangját halljuk, illetve egy jelenetben látjuk a kezét). A látható főhős hiánya, valamint a felbontott cselekményszerkezet sok néző számára megértési nehézséget jelent.
A főszereplő gyerekkorában édesanyjával és testvérével falun élt, mert az édesapa elhagyta őket. A gyerekkori és közelmúltbeli emlékek mellett a spanyol polgárháború, a II. világháború, a sztálini személyi kultusz, a maoista fenyegetés is megjelenik a filmben. Alekszej a feleségétől elvált, gyerekétől elidegenedett, és ez a saját gyermekkorát felidéző helyzet súlyos válságot okoz benne. Választ és megoldást keres saját kétségbeesett helyzetére, az orosz nép nehézségeire, és az emberiség alapvető kérdésére, amely a mai világban élő személyiség és a természeti, társadalmi környezet harmonikus együttélésének lehetőségét kutatja. Alekszej az emlékeket tükörként használja az önmagával való szembenézésre.
Tarkovszkij ezt a filmet tartja elénk a saját, homályos képünk tisztultabb megpillantására.

## Szereplők
| Szereplő                                                  | Színész                                                                                         | Magyar hang |
| --------------------------------------------------------- | ----------------------------------------------------------------------------------------------- | --- |
| Maria – Alekszej fiatal anyja/Natalja – Alekszej felesége | Margarita Tyerehova                                                                             | Moór Marianna |
| Ignat – Alekszej fia/Aljosa – Alekszej 12 évesen          | Ignat Danyilcev                                                                                 | ? |
| Nagyezsda – a felcser felesége                            | Larisza Tarkovszkaja                                                                            | Szakács Eszter |
| Liza – az anya munkatársa a nyomdában                     | Alla Gyemidova                                                                                  | Halász Aranka |
| Orvos                                                     | Anatolij Szolonyicin                                                                            | ? |
| Alekszej édesanyja – szomszéd                             | Maria Tarkovszkaja                                                                              | ? |
| Nagynéni – Idegen hölgy az asztalnál                      | Tamara Ogorodnyikova                                                                            | Bessenyei Emma |
| Veterán katona                                            | Jurij Nazarov                                                                                   | Soós László |
| Alekszej apja                                             | Oleg Ivanovics Jankovszkij                                                                      | Végvári Tamás |
| Alekszej 5 évesen                                         | Filip Jankovszkij                                                                               | ? |
| Jurij                                                     | Jurij Szventikov                                                                                | ? |
| Nyomdaigazgató                                            | Nyikolaj Grinyko                                                                                | ? |
| Alekszej hangja                                           | Innokentyij Szmoktunovszkij                                                                     | Tolnai Miklós |
| Versek                                                    | Arszenyij Tarkovszkij                                                                           | Szeredás András |
| Spanyol család tagjai                                     | Teresa Rames                                                                                    | ? |
| Vörös hajú lány                                           | Olga Kizilova                                                                                   | ? |
| További szereplők                                         | –                                                                                               | Balog Gábor Bánfalvy Ágnes Gruber Hugó Kádár Flóra Miklai Mária Molnár Gergő Pataki Vilmos Vajda László Vokány Zsolt |
| További szereplők                                         | L. Correcer E. Del Bosque Tatiana Del Bosque Teresa Del Bosque Diego García Alejandro Gutiérrez | – |

## Szakirodalom
- Nemes Károly: Mitta / Panfilov / Tarkovszkij (Filmbarátok Kiskönyvtára – kortársaink a filmművészetben; Magyar Filmtudományi Intézet és Filmarchívum – Népmüvelési Propaganda Iroda, Budapest, é.n. [~1977])
- Szilágyi Ákos – Kovács András Bálint: Tarkovszkij az orosz film Stalkere (Medvetánc Füzetek 1985/4 – 1986/1 melléklete, ELTE-MKKE,  Budapest, 1985)
- Szilágyi Ákos – Kovács András Bálint: Tarkovszkij, az orosz film sztalkere (Helikon Kiadó, Budapest, 1997, ISBN 963-208-478-0)
- Andrej Tarkovszkij: A megörökített idő (Osiris, Budapest, 1998; 2002)
- Andrej Tarkovszkij: Napló (Osiris, Budapest, 2002; 2003)
- Paul Schrader: A transzcendentális stílus a filmben: Ozu / Bresson / Dreyer (Szerzőifilmes Könyvtár 2. kötet; Francia Új Hullám, Budapest, 2011)

## Felhasznált zenék
- Johann Sebastian Bach (János passió, BWV. 245, 1. kórus: "Herr, unser Herrscher, dessen Ruhm")
- Johann Sebastian Bach (Orgelbüchlein 1BWV 614, 6.: "Das alte Jahre vergangen ist")
- Johann Sebastian Bach (János passió, BWV. 245, 33. recitativo: "Und siehe da, der Vorhang im Tempel")
- Giovanni Battista Pergolesi (Stabat Mater, 12. "Quando corpus")
- Henry Purcell (The Indian Queen, 4. felvonás, "They Tell Us That Your Mighty Powers")